# Napoleone Orsini
Napoleone Orsini (* 1263; † 23. März 1342 in Avignon) war ein Kardinal der Römischen Kirche.

## Leben
Er wurde als Sohn des Rinaldo Orsini, eines Bruders von Papst Nikolaus III. geboren.
Von 1280 an studierte er in Paris. Zwischen 1285 und 1287 ernannte Papst Honorius IV. ihn zum Päpstlichen Kaplan. Im Konsistorium vom 16. Mai 1288 erhob Papst Nikolaus IV. ihn zum Kardinaldiakon mit der Titeldiakonie Sant’Adriano.
Er nahm an der von 1292 bis 1294 dauernden Papstwahl teil, aus der Papst Coelestin V. hervorging; ferner nahm er am Konklave von 1294 teil, das Bonifatius VIII. zum Papst wählte. Am 27. Mai 1300 wurde er zum Legaten in den Marken von Ancona, dem Herzogtum Spoleto und der Stadt Perugia ernannt. Er kehrte 28. Mai 1301 nach Rom zurück, um am 6. Juli 1301 Gouverneur der Sabina zu werden. Weiter nahm er am Konklave von 1303 teil, bei dem Papst Benedikt XI. gewählt wurde, sowie am Konklave von 1304 bis 1305, das Papst Clemens V. wählte.  Unter Clemens V. wurde er 1306 zum Erzpriester der Vatikanischen Basilika ernannt. Er nahm teil am Konklave 1314–1316, bei dem Johannes XXII. zum Papst gewählt wurde. 1318 wurde er Kardinalprotodiakon. Schließlich nahm er am Konklave 1334 teil, das Papst Benedikt XII. wählte, als Kardinalprotodiakon krönte er am 8. Januar 1335 den neuen Papst.
Napoleone Orsini war 54 Jahre lang Kardinal und nahm an der Wahl von sieben Päpsten (Coelestin V. bis Clemens VI.) teil, von denen er mindestens dreien die Tiara aufsetzte. Bei der Wahl von Clemens V. und Johannes XXII. soll er entscheidenden Einfluss ausgeübt haben, jedoch wurde er später ein Feind des letzteren. Er unterstützte die franziskanischen Spiritualen und die Interessen Ludwigs des Bayern gegen den Papst.
Napoleone Orsini starb am 23. März 1342 in Avignon und wurde in der dortigen Franziskanerkirche beigesetzt.

## Werke
- Vita di S. Chiara di Montefalco